# Haaglanden Medisch Centrum
Haaglanden Medisch Centrum (HMC, voorheen Medisch Centrum Haaglanden afgekort als MCH) is een ziekenhuis met drie locaties: het Westeinde in Den Haag, Antoniushove in Leidschendam en het Bronovo in Den Haag. Het MCH is op 1 januari 1998 ontstaan door de fusie van het Westeinde Ziekenhuis en de Sint Antoniushove. Op 1 januari 2015 fuseerde het MCH met het Bronovo Ziekenhuis en werden samen de Stichting Medisch Centrum Haaglanden en Bronovo-Nebo. Sinds september 2016 gaat het ziekenhuis met een nieuwe visie verder als Haaglanden Medisch Centrum.
Elk van de drie voormalig zelfstandige ziekenhuizen heeft zijn eigen specifieke aandachtsgebieden. Vanaf 1 mei 2023 werken de traumachirurgen van HAGA en HMC samen in Trauma Centrum Den Haag zodat alle ernstig gewonde patiënten in Den Haag behandeld worden op de Level 1 Traumalocatie van HMC Westeinde.

## Locaties
| Naam             | Adres                      | Plaats       | Jaar oprichting |
| ---------------- | -------------------------- | ------------ | --------------- |
| HMC Westeinde    | Lijnbaan 32                | Den Haag     | 1873            |
| HMC Bronovo      | Bronovolaan 5              | Den Haag     | 1865            |
| HMC Antoniushove | Burgemeester Banninglaan 1 | Leidschendam | 1913            |